# Sean Young

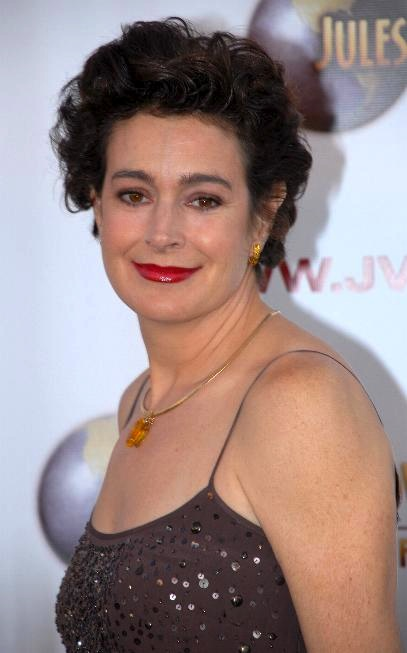
Sean Young (2007)

Mary Sean Young (* 20. November 1959 in Louisville, Kentucky) ist eine US-amerikanische Schauspielerin.

## Leben
Die Tochter eines Journalisten und einer Filmpublizistin  wuchs in Oberlin (Ohio) auf, absolvierte die Cleveland Heights High School und studierte an der School of American Ballet in New York City. Nach dem Studium wurde sie zunächst Model, brach diese Karriere jedoch ab, um Schauspielerin zu werden und debütierte in einem Theater in Los Angeles. Ihre erste Filmrolle spielte sie 1980 in Jane Austen in Manhattan als naive Geliebte eines egozentrischen Theatergurus.
In den 1980er Jahren zählte sie zu den begehrtesten Schauspielerinnen Hollywoods. So hatte sie u. a. Rollen in Blade Runner (1982), Der Wüstenplanet (1984), Wall Street (1987) und No Way Out – Es gibt kein Zurück (1987). In letzterem Film spielte sie die Geliebte eines Marineoffiziers (Kevin Costner), die sich als Mätresse des Verteidigungsministers (Gene Hackman) entpuppt und von diesem aus Eifersucht ermordet wird. Nach dem Film Der Preis des Erfolges (The Boost, 1988) wurde sie in einen Rechtsstreit mit Hauptdarsteller James Woods verwickelt, der ihr krankhafte Eifersucht vorwarf. Während die Klatschpresse ausgiebig darüber berichtete und Young zum Sexsymbol stilisierte, begann ihre Karriere zu stagnieren.
1994 spielte sie im Film Ace Ventura – Ein tierischer Detektiv neben Jim Carrey und Courteney Cox mit. Weitere Hauptrollen scheiterten aus verschiedenen Gründen und bedeuteten den Wendepunkt ihrer Karriere: Vor den Dreharbeiten zu Batman verletzte sie sich und wurde durch Kim Basinger ersetzt. Bei Dick Tracy wurde sie nach den ersten Drehtagen wegen künstlerischer Bedenken des Regisseurs entlassen. Young nahm an der fünften Staffel der Reality-TV-Show Celebrity Rehab with Dr. Drew teil und ließ sich während eines Drogenentzuges begleiten.
Für ihre Darstellung der Zwillingsschwestern im Film Der Kuß vor dem Tode erhielt sie den Anti-Filmpreis Goldene Himbeere für das Jahr 1991 gleich doppelt, einmal als schlechteste Schauspielerin und einmal als schlechteste Nebendarstellerin.
Young war von 1990 bis 2002 mit Robert Lujan verheiratet und hat zwei Söhne (* 1994 und * 1998). Das Paar heiratete ein zweites Mal 2011.

## Filmografie (Auswahl)
- 1980: Jane Austen in Manhattan

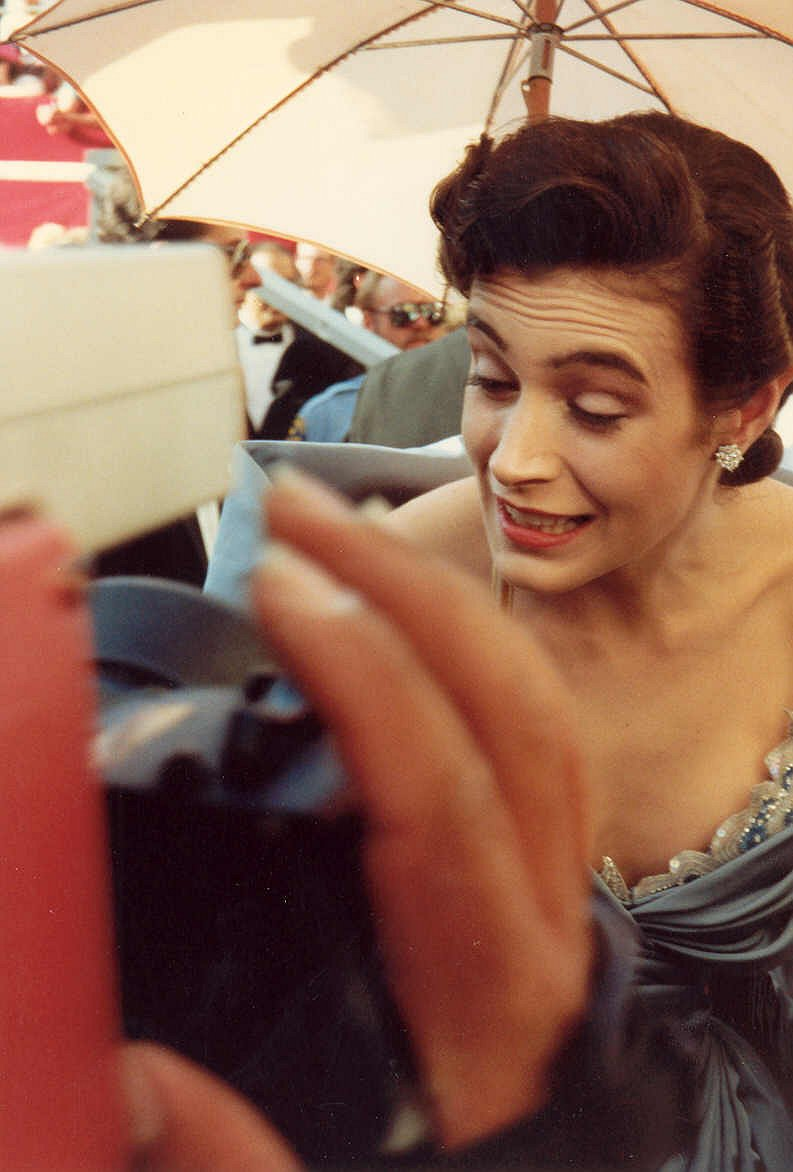
1988

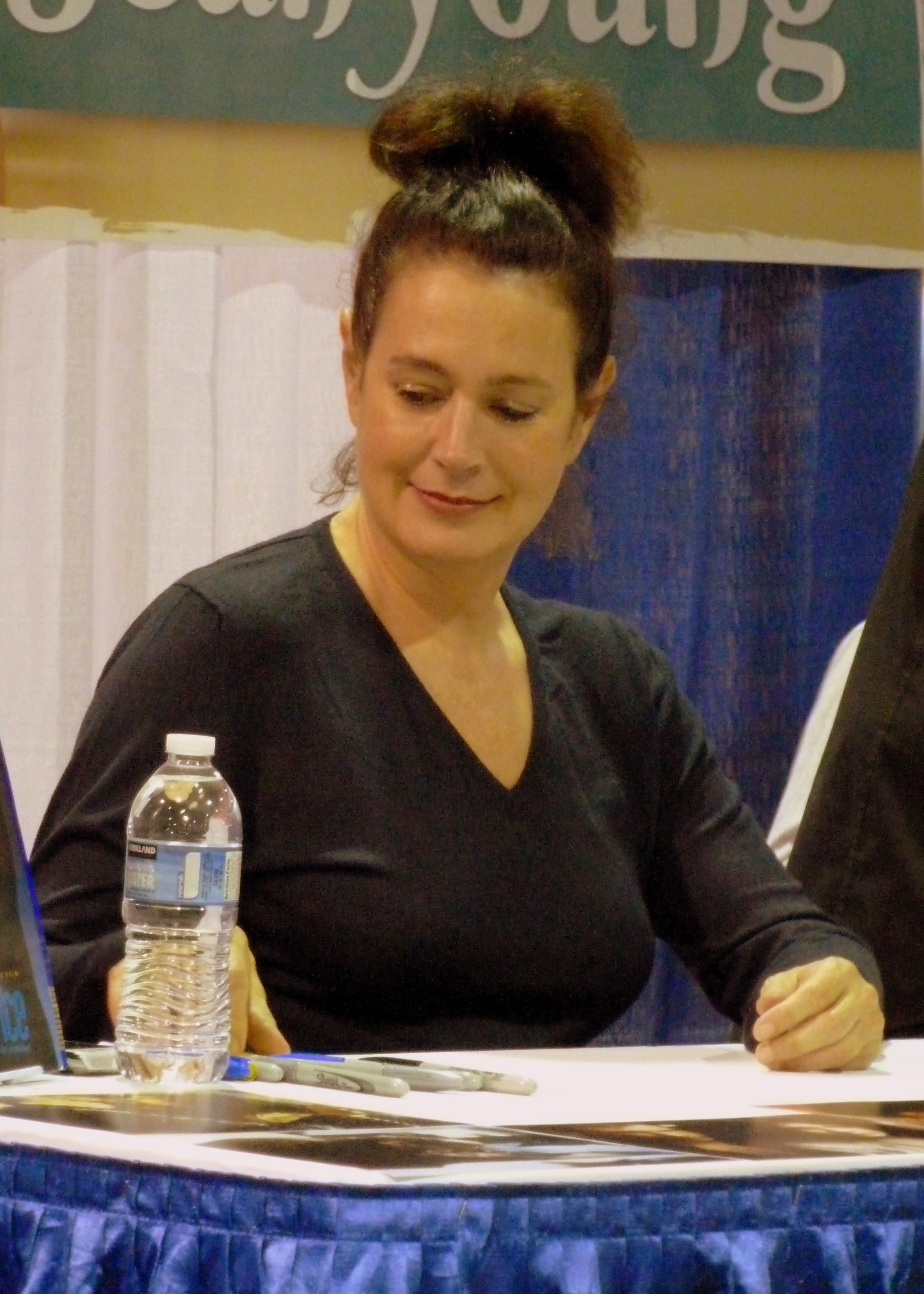
2012

- 1981: Ich glaub’ mich knutscht ein Elch! (Stripes)
- 1982: Küß’ mich, Doc! (Young Doctors in Love)
- 1982: Blade Runner
- 1984: American Playhouse (Fernsehreihe, Folge 4x14 Under the Biltmore Clock)
- 1984: Der Wüstenplanet (Dune)
- 1985: Baby – Das Geheimnis einer verlorenen Legende (Baby: Secret of the Lost Legend)
- 1987: No Way Out – Es gibt kein Zurück (No Way Out)
- 1987: Wall Street
- 1988: Der Preis des Erfolges (The Boost) – Regie: Harold Becker
- 1989: Seitensprünge (Cousins)
- 1990: Airborne – Flügel aus Stahl (Fire Birds)
- 1991: Love Crimes – Regie: Lizzie Borden
- 1991: Der Kuß vor dem Tode (A Kiss Before Dying)
- 1992: Blue Ice (Regie: Russell Mulcahy)
- 1992: Colors of Crime (The Sketch Artist)
- 1992: Es war einmal ein Mord – 7 Gauner und ein Dackel (Once Upon a Crime …)
- 1993: Even Cowgirls Get the Blues
- 1993: Crazy Instinct (Fatal Instinct) – Regie: Carl Reiner
- 1994: Mirage – Trugbild des Todes (Mirage) – Regie: Paul Williams
- 1994: Hinrichtung Live: Die Bestie muß sterben! (Witness to the Execution) – Regie: Tommy Lee Wallace
- 1994: Ace Ventura – Ein tierischer Detektiv (Ace Ventura: Pet Detective)
- 1995: Dr. Jekyll und Ms. Hyde (Dr. Jekyll and Ms. Hyde)
- 1996: Das Böse hat ein Gesicht (Evil Has a Face) – Regie: Rob Fresco
- 1997: Männer sind zum Küssen da (Men) – Regie: Zoe Clarke-Williams
- 1997: The Invader – Killer aus einer anderen Welt (The Invader) – Regie: Mark Rosman
- 1997: Nach gefährlichen Regeln (Exception to the Rule)
- 1997: Die Hawking Affäre (Motel Blue)
- 1998: Final Escape (Out of Control) – Regie: Richard Trevor
- 2000: Ein Strauß Schwestern (The Amati Girls) – Regie: Anne DeSalvo
- 2000: Eine Diebin zum Verlieben (Night Class) – Regie: Sheldon Wilson
- 2001: Sugar & Spice
- 2002: Das Denver-Attentat (Aftermath) – Regie: Douglas Jackson
- 2002: Nebenan lauert der Tod (The House Next Door) – Regie: Joey Travolta
- 2003: Vergiss die Toten nicht (Before I Say Goodbye) – Regie: Michael Storey
- 2007: Jesse Stone: Alte Wunden (Jesse Stone: Seachange)
- 2010–2011: Schatten der Leidenschaft (The Young and the Restless, Fernsehserie, 45 Folgen)
- 2013: Jug Face
- 2015: Bone Tomahawk
- 2015: Star Trek: Renegades (Webserie)
- 2017: Blade Runner 2049
- 2017: Escape Room
- 2021: Planet Dune
- 2023: DC Down – Washington in Flammen (DC Down)
- 2024: Ape X Mecha Ape: New World Order

## Auszeichnungen und Nominierungen
- Oldenburg Film Festival
  - 2014 Auszeichnung mit dem Star of Excellence auf dem Walk of Fame
- Goldene Himbeere
  - 1992 Auszeichnung in der Kategorie schlechteste Schauspielerin für Der Kuß vor dem Tode (für ihre Rolle des Zwillings, der überlebte)
  - 1992 Auszeichnung in der Kategorie schlechteste Nebendarstellerin für Der Kuß vor dem Tode (für ihre Rolle des Zwillings, der starb)
  - 1993 Nominierung in der Kategorie schlechteste Schauspielerin für Love Crimes
  - 1993 Nominierung in der Kategorie schlechteste Nebendarstellerin für Es war einmal ein Mord
  - 1995 Nominierung in der Kategorie schlechteste Nebendarstellerin für Even Cowgirls Get the Blues
  - 1996 Nominierung in der Kategorie schlechteste Schauspielerin für Dr. Jekyll and Ms. Hyde
  - 1996 Nominierung in der Kategorie schlechteste Filmpaarung für Dr. Jekyll and Ms. Hyde (zusammen Tim Daly)

- Shockfest Film Festival
  - 2014 Nominiert als Beste Darstellerin für Crazy Town

## Deutsche Synchronstimmen
Sean Young wurde in Deutschland u. a. von Traudel Haas und Katja Nottke synchronisiert.